# Sarah Rose Summers
Sarah Rose Summers (sinh ngày 3 tháng 11 năm 1994) là một người mẫu và người đẹp đã đăng quang Hoa hậu Hoa Kỳ 2018. Với tư cách là Hoa hậu Hoa Kỳ, cô đại diện cho Hoa Kỳ tại Hoa hậu Hoàn vũ 2018, nơi cô lọt vào top 20. Trước đó, cô đã đăng quang Miss Nebraska USA 2018 và tiếp tục trở thành người phụ nữ đầu tiên đến từ Nebraska giành được danh hiệu Hoa hậu Hoa Kỳ.

## Tiểu sử
Summers sinh ngày 3 tháng 11 năm 1994, ở Omaha, Nebraska, và lớn lên ở Papillion trong khu vực đô thị Omaha – Council Bluffs. Năm bốn tuổi, cô nhập viện và được chẩn đoán mắc ban xuất huyết giảm tiểu cầu vô căn (ITP).
Cô tốt nghiệp trường Trung học Papillion-La Vista South, và sau đó đã nhận được hai bằng cử nhân của Đại học Texas Christian về phát triển trẻ em và giao tiếp chiến lược, với một vị trí nhỏ trong kinh doanh.
Summers đã làm việc với tư cách là một chuyên gia về cuộc sống trẻ em được chứng nhận trước khi trở thành Hoa hậu Hoa Kỳ.

## Cuộc thi sắc đẹp

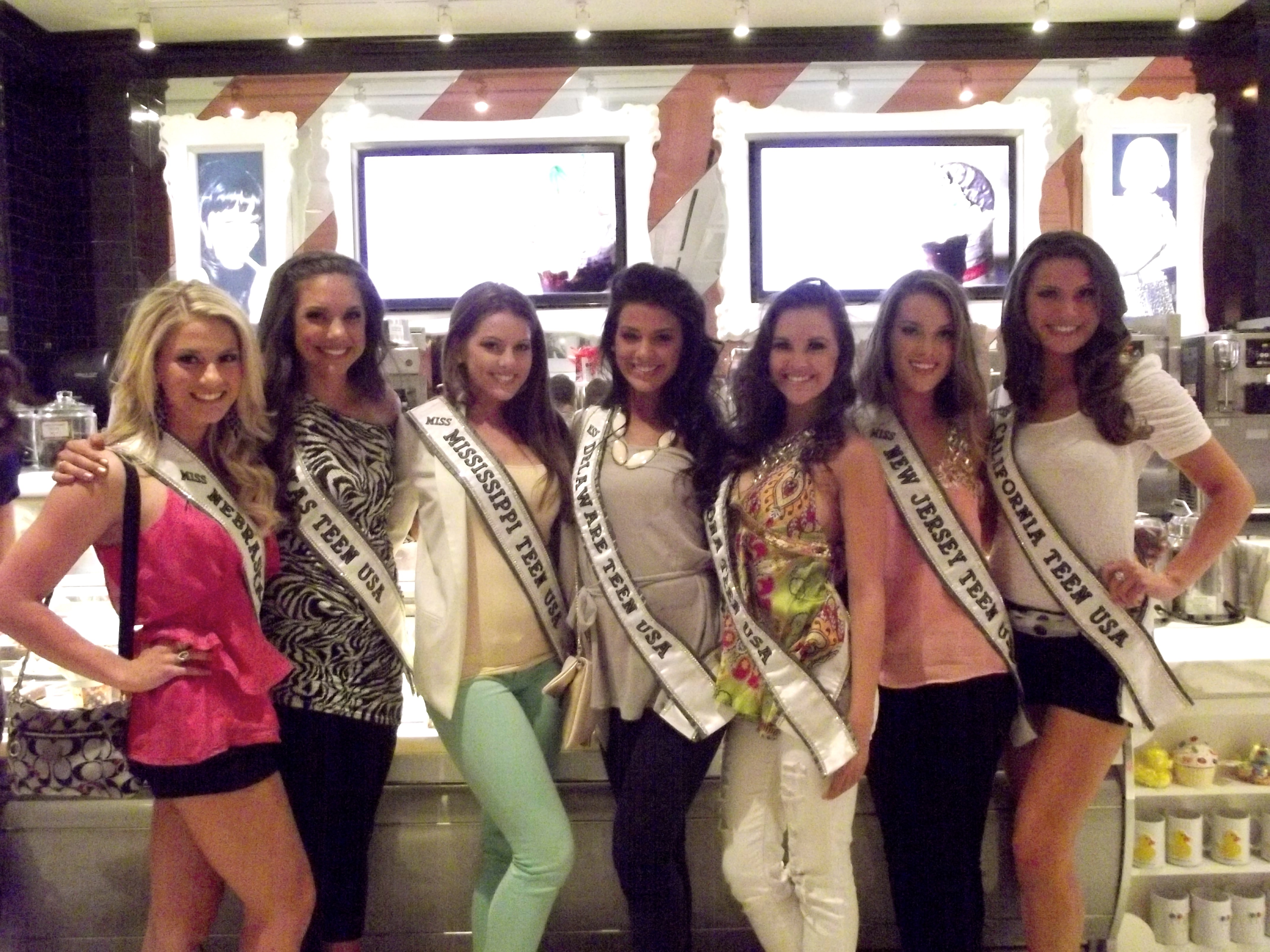
Summers (xa bên trái) và các thí sinh Miss Teen USA 2012 tại Hoa hậu Hoa Kỳ 2012 ở Las Vegas

Summers bắt đầu sự nghiệp thi hoa hậu năm 10 tuổi, cô đã thuyết phục cha mẹ cho phép cô tham gia các cuộc thi hoa hậu khi họ nhận được một tấm bưu thiếp quảng cáo cho một cuộc thi sắc đẹp trẻ em địa phương. Sau bốn năm tranh tài, cô đã giành được danh hiệu Hoa hậu Thiếu niên Thiếu niên Nebraska Toàn quốc năm 2009. Cô tiếp tục đại diện cho Nebraska tại cuộc thi quốc gia và đăng quang Hoa hậu Thiếu niên Thiếu niên Toàn quốc Hoa Kỳ 2009–2010. Năm 2012, Summers đăng quang Miss Nebraska Teen USA 2012. Cô đại diện cho Nebraska tại Hoa hậu Tuổi trẻ Hoa Kỳ 2012 tại Đảo Thiên đường Atlantis ở Nassau, Bahamas, nhưng không có tên tuổi. Vào cuối triều đại của mình, cô đã phong Jasmine Fuelberth làm người kế vị. Sau một thời gian gián đoạn, Summers trở lại cuộc thi và tham gia cuộc thi Miss Nebraska USA 2016, nơi cô giành ngôi vị Á hậu 2, thua Sarah Hollins.
Vào năm 2018, Summers đã đăng quang Miss Nebraska USA 2018 bởi Fuelberth, người đứng đầu danh hiệu này. Tại Miss Nebraska USA 2018, Summers đại diện cho Omaha.

## Hoa hậu Mỹ 2018
Sau khi chiến thắng Miss Nebraska USA, Summers giành được quyền đại diện cho Nebraska tại Hoa hậu Hoa Kỳ 2018, được tổ chức tại Hirsch Memorial Coliseum ở Shreveport, Louisiana. Cô đã giành chiến thắng trong cuộc thi, đánh bại Á hậu 1 Caelynn Miller-Keyes của Bắc Carolina và Á hậu 2 Carolina Urrea của Nevada, trở thành người phụ nữ đầu tiên từ Nebraska giành được Hoa hậu Hoa Kỳ.
Sau khi chiến thắng Hoa hậu Hoa Kỳ, cô đã trao vương miện cho Bree Coffey với tư cách là người kế nhiệm Hoa hậu Nebraska Hoa Kỳ; nghi thức cuộc thi nói rằng hai danh hiệu không thể được giữ một cách đáng ngại vì nhiệm vụ Hoa hậu Hoa Kỳ mới của cô ấy sẽ ảnh hưởng đến nhiệm vụ Hoa hậu Nebraska Hoa Kỳ của cô ấy.
Tại cuộc thi quốc gia, người đồng chủ nhà Vanessa Lachey đã hỏi như sau: "Bạn đang trên đường đi diễu hành thì có người đưa cho bạn một dấu hiệu trống và một điểm đánh dấu. Bạn đặt dấu hiệu của mình là gì và tại sao?"
 "... Tôi nói 'Hãy nói giọng của bạn'. Tôi không biết chúng ta đang trên đường đến cuộc hành quân nào trong tình huống giả định này, nhưng bất kể bạn đang đi đâu, cuộc hành quân đó là gì, rõ ràng là bạn đang trên đường đến cuộc tuần hành đó vì bạn quan tâm đến nguyên nhân đó, vì vậy hãy nói chuyện với mọi người. Khi họ có thắc mắc, hãy trao đổi với họ. Cũng lắng nghe quan điểm của họ. Đó là một điều ở Hoa Kỳ mà chúng ta thực sự cần tập trung là lắng nghe lẫn nhau!... "

## Hoa hậu Hoàn vũ 2018
Cô đại diện cho Hoa Kỳ tại Hoa hậu Hoàn vũ 2018 được tổ chức tại Bangkok, Thái Lan và cô lọt vào Top 20.